# حامد جونيور تراوري
حامد جونيور تراوري ( 12 فبراير 2000 أبيدجان - ساحل العاج) هو لاعب كرة قدم من ساحل العاج يلعب في مركز الوسط، يلعب حاليًا في الدوري الإيطالي نقل إعارة من نادي نادي إمبولي إلى نادي ساسولو.